# Člja
Člja (rusky Чля) je jezero v Chabarovském kraji v Rusku. Má rozlohu 140 km². Průměrně je hluboké 0,9 m a dosahuje maximální hloubky 2,6 m.

## Poloha
Břehy jsou srázné a zalesněné, na jihozápadě nízké a bažinaté.

## Vodní režim
Řeka Podgornaja spojuje jezero s jezerem Oreľ a řeka Glinskaja s Amurem. Vyšší úroveň hladiny je v srpnu a září (rozsah kolísání okolo 4,5 m). Zamrzá na konci října nebo na začátku listopadu.